# Eternal (álbum de Kiyoharu)
Eternal (estilizado em maiúsculas) é o décimo primeiro álbum de estúdio do músico japonês Kiyoharu, lançado em 20 de março de 2024.

## Antecedentes e lançamento
O álbum foi anunciado em setembro de 2023 e que seria lançado pela Yamaha, sendo o primeiro lançamento de Kiyoharu nesta gravadora. A data de lançamento inicial era 8 de novembro, mas foi adiado para o dia 29, até ser adiado mais uma vez indefinidamente. O motivo dado foi atrasos na produção. Em 26 de janeiro de 2024 Kiyoharu publicou o videoclipe de "Saint" no YouTube, single que foi lançado em 9 de fevereiro, no mesmo dia que a data de lançamento de Eternal foi anunciada e cumprida: 20 de março de 2024.

## Recepção
Chegou a 20ª posição na Oricon Albums Chart, ficando na parada por três semanas.

## Faixas
Os títulos são estilizados em maiúsculas, exceto pelas faixas 1, 8, 10, 13 e 15.
| N.º            | Título                                                                           | Duração |  |
| 1.             | "Carnival of spirits"                                                            | 4:17    |  |
| 2.             | "Saint"                                                                          | 5:16    |  |
| 3.             | "Ruth"                                                                           | 4:41    |  |
| 4.             | "Eternal"                                                                        | 4:29    |  |
| 5.             | "Rhapsody" (霧)                                                                  | 3:51    |  |
| 6.             | "Sword"                                                                          | 4:00    |  |
| 7.             | "Rope" (ロープ)                                                                  | 5:30    |  |
| 8.             | "Interlude by DURAN"                                                             | 3:21    |  |
| 9.             | "Suna no Kawa" (砂ノ河)                                                          | 5:32    |  |
| 10.            | "Interlude by Taboo Zombie (Soil & "Pimp" Sessions) & Takeshi Kurihara" (栗原健) | 4:47    |  |
| 11.            | "Desert"                                                                         | 4:19    |  |
| 12.            | "Fragile"                                                                        | 4:19    |  |
| 13.            | "Interlude by Takeshi Kurihara" (栗原健)                                         | 4:19    |  |
| 14.            | "Kuruoshii Toki wo Koete" (狂おしい時を越えて)                                   | 4:19    |  |
| 15.            | "sis"                                                                            | 4:19    |  |
| 16.            | "Kodō" (鼓動)                                                                    | 4:19    |  |
| 17.            | "ETERNAL (reprise)"                                                              | 4:19    |  |
| Duração total: | Duração total:                                                                   | 54:04   |  |